# Nude Records
Nude Records es un sello discográfico indie con sede en Londres, fundado por Saul Galpern en 1991. El primer éxito llegó con el grupo Suede en 1993 y con otros artistas como Geneva, Ultrasound u otras conocidas bandas posteriormente. Con el tiempo, Nude Records se convirtió en subsidiario del Sello Multinacional Sony BMG.
En 2001 Nude Records cesó su actividad, derivando a sus artistas directamente a la filial del reino unido de Sony BMG.
El sello intento volver a la carga en 2005 tras la edición de un compilado titulado "Future's Burning" presentando canciones de bandas inglesas como Kaiser Chiefs, Franz Ferdinand, Bloc Party y otras. En ese mismo año, el sello editó un sencillo de la banda Duels y mantiene desde entonces una alianza estratégica con V2 Records.

## Artistas de Nude Records
La siguiente lista muestra la aparición de sus artistas en orden cronológico respecto de la edición de singles/álbumes, probablemente la lista se encuentre incompleta, los artistas del nuevo compilado "Future's Burning" no se encuentran.